# La candidata (documental)
La candidata es un documental venezolano dirigido por Ronald Rivas Casallas y Emil Guevara Malavé, y estrenado en 2021. El filme narra la historia de varias personas postulantes en el concurso Miss Gay Venezuela.

## Sinopsis
El documental cuenta con la participación de Eduardo Ramírez, Yawaldo Nieves, Dayana Aglerth, Argenis González y Daniela Blanco Valera, quienes participan en la edición de 2015 del concurso de belleza Miss Gay Venezuela. A lo largo de la película los protagonistas narran sus historias de descubrimiento de personal y de afirmación de su orientación sexual e identidad de género. Del mismo modo, se explora el concepto de género y las historias de superación de los participantes, así como sus diferentes contextos de vida.

## Producción y recepción
La idea de desarrollar un documental sobre el certamen de belleza surgió luego de que Emil Guevara formara parte de la producción de un reality show asociado a Miss Gay Venezuela, el cual le permitió descubrir el «mundo de la construcción de belleza» que encarnan las personas postulantes en el concurso; el cineasta considera que el filme es una de las historias más significativas que ha hecho en su recorrido como documentalista. Según los directores, los protagonistas de La candidata «se han enfrenado a sanciones de cómo deben ser hombres y cómo no deben ser mujeres».
La candidata, coproducción venezolana-mexicana, fue estrenada en el Festival Internacional de Cine de Guadalajara el 5 de octubre de 2021, en donde compitió por el Premio Maguey. El documental fue presentado en el XX Festival del Cine Venezolano, realizado en Margarita en junio de 2024, en donde fue galardonado con el premio a Mejor Largometraje Documental.